# Nemalinska miopatija
Nemalinska miopatija  (akronim NM od eng. rećiNemaline myopathy)  nazvana je tako po nemalinskim telešcima; od grčkog nemal = vrpčast) jedna je iz grupe retkih bolesti koja može  nastati autosomno dominantna ili recesivna  usled različitih mutacija na različitim hromozomima. Kod odraslih se javlja sporadično između 20 i 50 godine života. Predstavljena je opštom slabošću, mijalgijom i brzim napredovanjem. Nekoliko slučajeva je povezano sa kardiomiopatijom, sindromom pada glave i zahvatanjem disajnih puteva. Biopsija mišića može otkriti upalne promene. Monoklonska gamopatija i parestezije mogu biti marker loše prognoze.

## Opšte informacije
Nemalinska telašca su identifikovana1950-ih i 1960-ih u biopsijama mišića dece sa hipotonijom.  Conena i saradnici (1963) opisali su pojavu štapićastih struktura u biopsiji deteta sa hipotonijom kao „miogranule“ koje bi se sada opisali kao štapičasta telašca.
Termin „nemalinska miopatija“ predložili su Šaj i saradnici u skladu sa grčkom reči za nit, nema, jer nije bilo jasno da li su to odvojene strukture nalik na štapiće ili talasaste strukture nalik na niti.
Telašca se boje u crveno modifikovanom Gomori trihrom tehnikom, ali će možda biti potrebna elektronska mikroskopija da bi se razlikovali od mitohondrija, koje su takođe obojene crvenom bojom, posebno u veoma malim mišićnim vlaknima kod novorođenčadi. 
Smatra se da su telašca izvedeni iz Z linija jer mogu pokazati kontinuitet sa Z linijama i imaju sličnu strukturu rešetke i eksprimiraju slične proteine, uključujući a-aktinin, aktin, tropomiozin, miotilin, g-filamin, kofilin-2, teletonin i nebulin. Desmin nije prisutan u samim telašcima, ali se može primetiti na njihovoj periferiji. Kod nekih vlakana u biopsijama ljudskih mišića i kod nekih životinjskih modela, strukture nalik na štapiće mogu se pojaviti kao sastavni deo sarkomera i kao zadebljale Z linije u poređenju sa normalnom širinom, koja je obično fiksirana, prema tipu mišićnog vlakna.
Još uvek nije jasno kako se štapići formiraju, ali se smatra da preuređenje miofibrila dovodi do nekoliko abnormalnosti Z linija. Štapovi mogu biti sekundarni odgovor na metabolički stres. Brojni štapići su primećeni kod nekoliko pacijenata sa nedostatkom kompleksa I (Lamont et al. 2004) iu mišićnim i nemišićnim ćelijama in vitro, oni mogu biti izazvani raznim supstancama koje izazivaju nedostatak energije, uključujući smanjenje ATP-a i toplotu. šok proteini. Ova in vitro studija sugeriše da se štapići formirani u različitim uslovima razlikuju u pogledu sadržaja kofilina i a-aktinina. Pored toga, specifične ACTA1 mutacije su uticale na lokalizaciju štapića (nuklearne u odnosu na citoplazmatske).

## Etiopatogeneza
Nemalinska miopatija (NM) genetski je heterogena kongenitalna miopatija nastala usled mutacija u različitim genima koji kodiraju proteine uključene u skupljanje i funkciju tankih niti. Mutacije u genu nebulina (akronim NEB)   se obično nasleđuje autosomno recesivno. Manje često se ovo stanje nasleđuje po autosomno dominantnom obrascu. Mutacije u najmanje šest gena mogu izazvati nemalinsku miopatiju. Neki pojedinci sa nemalinskom miopatijom nemaju identifikovanu mutaciju. Genetski uzrok poremećaja nije poznat kod ovih osoba.
Tipična fenotipska promena kod nemalinske miopatije jest pojava nemalinskih tjelešaca u mišićnim vlaknima. Variraju u broju po vlaknu i mišiću, ali i po distribuciji unutar vlakna. North i saradnici (2014) navode osam gena do danas prepoznatih kao odgovornih za ovu vrstu miopatije, a to su: ACTA1, CFL2, NEB, TPM3, KLHL40, KBTBD13, i da čak 40 – 50 posto nemalinskih miopatija je uzrokovano promenama u genu nebulinu (NEB).
Mutacije je jako teško prepoznati zbog veličine ovog gigantskog gena, koji se sastoji od 183 egzona u rasponu od 249 kb genomske sekvence. Genu nebulini kodira nebulin, protein od K 800 KDa.  Iako precizna funkcija nebulina nije u potpunosti razjašnjena, posmatranjem nakon uklanjanja gena životinja ukazuju na to da on ima ulogu u regulaciji dužine tankih niti i kontrakciji mišića.
Tipična NM vezana za NEB je infantilna i statička ili tek sporo progresivna, koja utiče na aksijalne, facijalne, bulbarne i proksimalne mišiće udova. Prepoznati su i blaži i teži oblici, uključujući prezentacije s dubokom mišićnom slabošću, artrogripozom i čak neonatalnom smrću.
Prezentacije kasnog početka sa pretežno distalnim zahvatom, kao i jezgra i šipke na biopsiji mišića, prijavljeni su u retkim slučajevima.  Većina dosad identificiranih mutacija NEB-a jedinstvena je, međutim, prepoznata je ponavljajuća unuttrašnja delecija NEB- egzona 55, povezana s oblikom NM-a promenjljive težine.
Sekvenciranje čitavog NEB-a je izazovno zbog njegove velike veličine i povezanosti genotipa i fenotipa, tako da je teško uspostaviti.
Nemalinska miopatija u novorođenčadi može biti:
Teška, kod koje bolesnici imaju slabost disajne muskulature i poremećaj disanja.
Umerena, koja dovodi do progresivnog slabljenja mišića lica, vrata, trupa i stopala. Kod ovog oblika očekivano trajanje života može biti skoro normalno.
Blaga, ili slabo izražena bolest koja ne napreduje pa je očekivano trajanje života normalno.

## Klinička slika
Nemalinska miopatija je poremećaj koji prvenstveno pogađa skeletne mišiće, mišiće koje telo koristi za kretanje. Ljudi sa nemalinom miopatijom imaju slabost mišića (miopatiju) po celom telu, ali je tipično najteža u mišićima lica, vrata i udova. Ova slabost se vremenom može pogoršati.
Oboleli pojedinci mogu imati poteškoće pri hranjenju i gutanju, deformitete stopala, abnormalnu zakrivljenost kičme (skolioza) i deformitete zglobova (kontrakture).

## Dijagnoza
Za genetsku dijagnozu urođenih  miopatija povezanih s mutacijama u velikim genima, kao što je NEB, razviljen je pristup sledeće generacije (NGS), koji uključuje analizu broja kopija za brisanje i umnožavanje. Primjenjujući ovaj pristup, otkrivene su složene heterozigotne mutacije NEB-a kod pacijenta s neuobičajenim kliničko-patološkim karakteristikama, koje su do sada izmicale potpunom genetskom razdvajanju, primenom konvencionalnog pristupa.
Genetska testiranja roditelja najčešće će pokazati de novo mutaciju (niti jedan od roditelja ne nosi mutaciju u svom genomu).
Fenotipska obeležja tipična za ovu vrstu kongenitalne miopatije su: 
- slabost facijalne muskulature (pogotovo donjeg dela lica),
- spušteno ili izdubljeno stopalo (pescavus),
- slabost vrata,
- deformacija prsa,
- skolioza,
- kontrakture velikih zglobova (artrogripoza)...

## Diferencijalna dijagnoza
Kako u diferencijalnoj dijagnozi može postojati kliničko preklapanje između kongenitalnih miopatija i drugih neuromuskularnih poremećaja, pre donošenje dijagnoze treba uključiti kongenitalne mišićne distrofije (CMD), kongenitalnu miotoničku distrofiju, kongenitalne miasteničke sindrome (CMS), metaboličke miopatije uključujući Pompejevu bolest, spinalnu mišićnu distrofiju, kao i Prader – Willijev sindrom. Navedeni poremećaji javljaju se u novorođenačkom periodu sa izraženom slabosti i/ili hipotonijom, poznatom kao sindrom mlitavog odojčeta. Taj je sindrom karakterističan po odsutnosti spontane motorike, odnosno na neobičnim položajima  ekstremiteta u odnosu na trup (položaj žabe), zatim izrazitoj hiperekstenzibilnosti zglobova i smanjenom otporu pri izvođenju pasivnih pokreta. ekstremiteta u odnosu na trup (položaj žabe), zatim izrazitoj hiperekstenzibilnosti zglobova te smanjenom otporu pri izvođenju pasivnih pokreta.

## Spoljašnje veze
|  | Molimo Vas, obratite pažnju na važno upozorenje u vezi sa temama iz oblasti medicine (zdravlja). |